# Invocations/The Moth and the Flame
Invocations/The Moth and the Flame è un album in studio del musicista statunitense Keith Jarrett, pubblicato nel 1981.

## Tracce

### Disco 1
1. Invocations-First (Solo Voice) - 5:21
2. Invocations-Second (Mirages, Realities) - 8:58
3. Invocations-Third (Power, Resolve) - 7:32
4. Invocations-Fourth (Shock, Scatter) - 6:48
5. Invocations-Fifth (Recognition) - 5:04
6. Invocations-Sixth (Celebration) - 5:33
7. Invocations-Seventh (Solo Voice) - 3:04

### Disco 2
1. The Moth and the Flame Part 1 - 6:58
2. The Moth and the Flame Part 2 - 5:36
3. The Moth and the Flame Part 3 - 8:23
4. The Moth and the Flame Part 4 - 8:07
5. The Moth and the Flame Part 5 - 9:42